# والتر برايس (لاعب كريكت بريطاني)
والتر برايس (2 فبراير 1886 - 26 ديسمبر 1943) (بالإنجليزية: Walter Price)‏ هو لاعب كريكت بريطاني (وحمل سابقاً جنسية المملكة المتحدة لبريطانيا العظمى وأيرلندا). شارك مع منتخب إنجلترا للكريكت.

## وصلات خارجية
- والتر برايس على موقع إي آس بي آن كريك إنفو (الإنجليزية)